# International Journal of Oncology
Das International Journal of Oncology, abgekürzt Int. J. Oncol., ist eine wissenschaftliche Fachzeitschrift, die vom Spandidos-Verlag veröffentlicht wird. Die Zeitschrift erscheint derzeit zwölfmal im Jahr. Es werden Arbeiten veröffentlicht, die sich mit der Onkologie und der Behandlung von Krebserkrankungen beschäftigen.
Der Impact Factor lag im Jahr 2015 bei 3,018. Nach der Statistik des ISI Web of Knowledge wird das Journal mit diesem Impact Factor in der Kategorie Onkologie an 100. Stelle von 213 Zeitschriften geführt.